# Metagonia bifida
Metagonia bifida là một loài nhện trong họ Pholcidae. Loài này được phát hiện ở Brasil và là loài điển hình của chi Metagonia.